# Jean Jabely
Jean Jabely est un réalisateur français né le 3 avril 1921 à Paris et mort le 14 mars 2013 à La Croix-Valmer.

## Biographie
Fils d'un directeur de production, Jean Jabely commence à travailler comme animateur pour Paul Grimault en 1939. De 1943 à 1945, il est affecté au Service cinématographique des armées. Il réalise un premier court métrage en 1947, Rendez-vous tyrolien, à l'occasion d'une rencontre internationale de jeunes.

## Filmographie partielle

### Cinéma

#### Courts métrages
- 1947 : Rendez-vous tyrolien
- 1950 : Teuf-Teuf
- 1952 : Far West, rien de nouveau
- 1957 : Ballade chromo
- 1958 : Bang Bang
- 1965 : Un autre monde

#### Longs métrages
- 1962 : Une blonde comme ça (Miss Shumway jette un sort)
- 1970 : Piège blond
- 1981 : Minoïe (film d'animation, avec Philippe Landrot)
- 1984 : Adam et Ève (scénario)
- 1984 : Venus (sous le pseudonyme de Peter Hollison)
- 1987 : La peau de l'ours n'est pas à vendre
- 1988 : Les Gauloises blondes